# Stephanocyathus weberianus
Espèce
Statut CITES
Stephanocyathus weberianus est une espèce de coraux appartenant à la famille des Caryophylliidae. Selon la base de données WoRMS, Stephanocyathus weberianus fait partie du sous-genre Stephanocyathus (Odontocyathus) Moseley, 1881.